# Yakovlev Yak-27
El Yakovlev Yak-27 (en ruso: Як-27, designación OTAN: Flashlight-C) fue un avión de reconocimiento bimotor fabricado por la oficina de diseño soviética Yakovlev entre 1958 y 1962 a partir del Yakovlev Yak-25, y que entró en servicio en la Fuerza Aérea Soviética.

## Diseño y desarrollo
El desarrollo dedicado al reconocimiento a gran altura del Yakovlev Yak-25 fue nombrado Yak-27R. Se reemplazó el radar y el radomo del caza por una nariz transparente para el observador/navegante, pero se conservó el cañón Nudelman-Rikhter NR-23 del estribor. Se eliminaron puestos de armas y se añadieron algunas cámaras. Tenía un ala más larga de 11,82 m, con dos motores turborreactores Tumansky RD-9, pudiendo alcanzar una velocidad máxima de 1.285 km/h a gran altitud, con un techo de vuelo de 16.500 m y una autonomía de 2.380 km con dos tanques de combustible en las alas. Se construyeron 165 unidades de serie, además de los prototipos.
Se llegó a diseñar una versión de intercepción equipada con un motor cohete suplementario, y que recibió la denominación Yak-27V). Durante las pruebas de vuelo alcanzó los 23.000 m, pero nunca entró en servicio.

## Historia operacional
El Yak-27R entró en servicio en 1960 y fue retirado a finales de los años 70.

## Variantes
- Yak-27R (designación OTAN: Mangrove[3])

Versión de producción principal, se construyeron cerca de 180.
- Yak-27

Versión de intercepción del Yak-27, armada con dos cañones de 30 mm, nunca entró en servicio.
- Yak-27K

Versión de intercepción del Yak-27, armada con dos misiles K-8, nunca entró en servicio.
- Yak-27V

Interceptor de gran altura con cohetes auxiliares, únicamente se construyó un prototipo.
- Yak-26

Versión de bombardero del Yak-27, nunca entró en servicio.

## Operadores
Unión Soviética
- Fuerza Aérea Soviética

## Especificaciones (Yak-27R)

### Características generales
- Tripulación: 1
- Longitud: 18,55 m
- Envergadura: 11,82 m
- Altura: 2,27 m
- Peso cargado: 13.600 kg
- Planta motriz:2 x Tumansky RD-9F turborreactor, de 37,2 kN de potencia c/u

### Rendimiento
- Velocidad máxima: 1.285 km/h
- Autonomía: 2.380 km
- Techo de vuelo: 16.550 m

### Armamento
- 1 cañón Nudelman-Rikhter NR-23 de 23 mm

### Desarrollos relacionados
- Yakovlev Yak-25